# Světové rekordy v atletice
Seznam světových rekordů atletů a atletek podle atletických disciplín.

## Kritéria
Aby byl výkon atleta oficiálně uznán světovou federací (dříve IAAF, nyní World Athletics) jako světový rekord, musí splňovat následující kritéria:
- Výkon musí být dosažen v dopředu oznámené soutěži, uspořádané v souladu s pravidly mezinárodní federace, v členské zemi federace, a za přítomnosti rozhodčích certifikovaných federací.[1]
- Parametry dráhy, závodních sektorů a vybavení musí odpovídat standardům. U silničních závodů musí být délka trati změřena certifikovaným měřičem.[1]
- Individuální soutěž musí mít nejméně tři účastníky, ve štafetě pak musí nastoupit k závodu nejméně dva týmy.[1]
- S výjimkou silničních závodů (chůze a běh) musí být výkonu dosaženo výhradně v soutěži atletů stejného pohlaví. Výjimkou je smíšená štafeta na 4×400 m, pořádaná IAAF od roku 2017.
- Jako rekord může být uznán i výkon dosažený v rozběhu, kvalifikaci či ve vícebojařské disciplíně, bez ohledu na to, zda závodník následně celou soutěž dokončí.[1]
- Jako rekord nemůže být uznán výkon dosažený na prvním úseku štafety.[1]
- Všichni závodníci ve štafetě musí mít stejnou státní příslušnost.
- Vodiči (závodníci udávající tempo) jsou povoleni, za předpokladu, že nejde o závodníky o kolo zpět. Takto dostižení závodníci jsou povinni ze závodu odstoupit.
- Atlet se musí podrobit testování na doping ihned po skončení soutěže, přičemž odebrané vzorky musí být testovány v laboratoři s platnou akreditací Světové antidopingové agentury (WADA).[1] Staré rekordy z doby před zavedením tohoto požadavku zůstávají v platnosti. Pokud je atletovi prokázáno užití zakázané substance, jeho výkon je anulován.
- Na sprinterských tratích do 200 m, ve skoku do dálky a trojskoku je maximální povolená podpora větru 2,0 m/s. Ve vícebojích nesmí překročit průměrná podpora větru napříč aplikovatelnými disciplínami 2,0 m/s, v jednotlivé disciplíně pak 4,0 m/s.[1]
- V běžeckých disciplínách do 800 m je vyžadováno plně automatické měření času a snímače pro fotofiniš.[1]
- Nadmořská výška není omezena. Jelikož řidší atmosféra ve vyšších nadmořských výškách poskytuje menší odpor vzduchu, lokace jako Mexico City či Sestriere jsou známými dějišti sprinterských či skokanských rekordů. Naopak závodníci na delších tratích jsou v těchto podmínkách znevýhodnění kvůli nižšímu obsahu kyslíku v atmosféře.
- V silničních závodech není vyžadováno, aby trať tvořila okruh. Celkový pokles elevace mezi startem a cílem však nesmí překročit 1:1000, tedy 1 m/km.[1]
- V silničních závodech nesmí vzdálenost mezi startem a cílem, měřeno vzdušnou čarou, překročit 50% celkové délky trati.[1]

## Muži
| Disciplína                                 | Rekord    | Držitel              | Datum             | Místo          | Link IAAF |
| ------------------------------------------ | --------- | -------------------- | ----------------- | -------------- | --------- |
| Běh na 100 metrů                           | 9,58 s    | Usain Bolt           | 16. srpna 2009    | Berlín         | Zde       |
| Běh na 200 metrů                           | 19,19 s   | Usain Bolt           | 20. srpna 2009    | Berlín         | Zde       |
| Běh na 300 metrů                           | 30,69 s   | Letsile Tebogo       | 17. února 2024    | Pretorie       | Zde       |
| Běh na 400 metrů                           | 43,03 s   | Wayde van Niekerk    | 14. srpen 2016    | Rio de Janeiro | Zde       |
| Běh na 800 metrů                           | 1:40,91   | David Lekuta Rudisha | 9. srpen 2012     | Londýn         | Zde       |
| Běh na 1000 metrů                          | 2:11,96   | Noah Ngeny           | 5. září 1999      | Rieti          | Zde       |
| Běh na 1500 metrů                          | 3:26.00   | Hišám Al-Karúdž      | 14. červenec 1998 | Řím            | Zde       |
| Běh na 1 míli                              | 3:43,13   | Hišám Al-Karúdž      | 7. červenec 1999  | Řím            | Zde       |
| Běh na 2000 metrů                          | 4:43,13   | Jakob Ingebrigtsen   | 8. září 2023      | Brusel         | Zde       |
| Běh na 3000 metrů                          | 7:17,55   | Jakob Ingebrigtsen   | 25. srpna 2024    | Chořov         | Zde       |
| Běh na 5000 metrů                          | 12:35,36  | Joshua Cheptegei     | 14. srpen 2020    | Monako         | Zde       |
| Běh na 10 000 metrů                        | 26:11,00  | Joshua Cheptegei     | 7. říjen 2020     | Valencie       | Zde       |
| Běh na 20 000 metrů (dráha)                | 56:26,0   | Haile Gebrselassie   | 27. červen 2007   | Ostrava        | Zde       |
| Běh na 20 000 metrů (silnice)              | 55:21     | Zersenay Tadese      | 21. březen 2010   | Lisabon        | Zde       |
| Hodinový běh                               | 21 330 m  | Mohamed Farah        | 4. září 2020      | Brusel         | Zde       |
| Půlmaraton                                 | 56:42     | Jacob Kiplimo        | 16. února 2025    | Barcelona      | Zde       |
| Maratonský běh                             | 2:00:35   | Kelvin Kiptum        | 8. říjen 2023     | Chicago        | Zde       |
| Běh na 3000 metrů překážek                 | 7:52,11   | Lamecha Girma        | 9. června 2023    | Paříž          | Zde       |
| Běh na 110 metrů překážek                  | 12,80 s   | Aries Merritt        | 7. září 2012      | Brusel         | Zde       |
| Běh na 400 metrů překážek                  | 45,94 s   | Karsten Warholm      | 3. srpna 2021     | Tokio          | Zde       |
| Skok do výšky                              | 245 cm    | Javier Sotomayor     | 27. červenec 1993 | Salamanca      | Zde       |
| Skok o tyči                                | 629 cm    | Armand Duplantis     | 12. srpna 2025    | Budapešť       | Zde       |
| Skok daleký                                | 895 cm    | Mike Powell          | 30. srpen 1991    | Tokio          | Zde       |
| Trojskok                                   | 18,29 m   | Jonathan Edwards     | 7. srpen 1995     | Göteborg       | Zde       |
| Vrh koulí                                  | 23,56 m   | Ryan Crouser         | 19. června 2021   | Los Angeles    | Zde       |
| Hod diskem                                 | 75,56 m   | Mykolas Alekna       | 13. duben 2025    | Ramona         | Zde       |
| Hod kladivem                               | 86,74 m   | Jurij Sedych         | 30. srpen 1986    | Stuttgart      | Zde       |
| Hod oštěpem (nový typ)                     | 98,48 m   | Jan Železný          | 25. květen 1996   | Jena           | Zde       |
| Desetiboj                                  | 9126 bodů | Kévin Mayer          | 15./16. září 2018 | Talence        | Zde       |
| Chůze na 20 km (silnice)                   | 1:16:10   | Tošikazu Jamaniši    | 16. února 2025    | Kóbe           | Zde       |
| Chůze na 50 km (silnice)                   | 3:32:33   | Yohann Diniz         | 15. srpen 2014    | Curych         | Zde       |
| Běh na 4 × 100 metrů                       | 36,84 s   | Jamajka              | 11. srpen 2012    | Londýn         | Zde       |
| Běh na 4 × 200 metrů                       | 1:18,63   | Jamajka              | 24. května 2014   | Nassau         | Zde       |
| Běh na 4 × 400 metrů                       | 2:54,29   | USA                  | 22. srpna 1993    | Stuttgart      | Zde       |
| Běh na 4 × 800 metrů                       | 7:02,43   | Keňa                 | 25. srpen 2006    | Brusel         | Zde       |
| Běh na 4 × 1500 metrů                      | 14:22,22  | Keňa                 | 25. května 2014   | Nassau         | Zde       |
| Zdroj - Světové rekordy na World Athletics |           |                      |                   |                |           |

## Ženy
| Disciplína                                 | Rekord     | Držitel                         | Datum             | Místo          | Link IAAF |
| ------------------------------------------ | ---------- | ------------------------------- | ----------------- | -------------- | --------- |
| Běh na 100 metrů                           | 10,49 s    | Florence Griffith-Joynerová     | 16. červenec 1988 | Indianapolis   | Zde       |
| Běh na 200 metrů                           | 21,34 s    | Florence Griffith-Joynerová     | 29. září 1988     | Soul           | Zde       |
| Běh na 300 metrů                           | 34,41 s    | Shaunae Miller-Uibová           | 20. června 2019   | Ostrava        | Zde       |
| Běh na 400 metrů                           | 47,60 s    | Marita Kochová                  | 6. říjen 1985     | Canberra       | Zde       |
| Běh na 800 metrů                           | 1:53,28    | Jarmila Kratochvílová           | 26. července 1983 | Mnichov        | Zde       |
| Běh na 1000 metrů                          | 2:28,98    | Světlana Mastěrkovová           | 23. srpen 1996    | Brusel         | Zde       |
| Běh na 1500 metrů                          | 3:48,68    | Faith Kipyegonová               | 5. červenec 2025  | Paříž          |           |
| Běh na 1 míli                              | 4:07,64    | Faith Kipyegonová               | 21. červenec 2023 | Monako         | Zde       |
| Běh na 2000 metrů                          | 5:25,36    | Sonia O'Sullivanová             | 8. červenec 1994  | Edinburgh      | Zde       |
| Běh na 3000 metrů                          | 8:06,11    | Wang Ťün-sia                    | 13. září 1993     | Peking         | Zde       |
| Běh na 5000 metrů                          | 13:58,06   | Beatrice Chebetová              | 5. července 2025  | Eugene         | Zde       |
| Běh na 10 000 metrů                        | 28:54,14   | Beatrice Chebetová              | 25. květen 2024   | Eugene         | Zde       |
| Běh na 20 000 metrů                        | 1:05:26,6  | Tegla Loroupeová                | 3. září 2000      | Borgholzhausen | Zde       |
| Hodinový běh                               | 18 517 m   | Dire Tuneová                    | 12. červen 2008   | Ostrava        | Zde       |
| Půlmaraton                                 | 1:02:57    | Letesenbet Gideyová             | 24. říjen 2021    | Valencie       | Zde       |
| Maratonský běh                             | 2:14:04    | Brigid Kosgeiová                | 13. října 2019    | Chicago        | Zde       |
| Běh na 3000 metrů překážek                 | 8:44,32    | Beatrice Chepkoechová           | 20. červenec 2018 | Monako         | Zde       |
| Běh na 100 metrů překážek                  | 12,12 s    | Tobi Amusanová                  | 24. červenec 2022 | Eugene         | Zde       |
| Běh na 400 metrů překážek                  | 50,37 s    | Sydney McLaughlinová-Levroneová | 8. srpna 2024     | Paříž          | Zde       |
| Skok do výšky                              | 210 cm     | Jaroslava Mahučichová           | 7. července 2024  | Paříž          | Zde       |
| Skok o tyči                                | 506 cm     | Jelena Isinbajevová             | 28. srpen 2009    | Curych         | Zde       |
| Skok daleký                                | 752 cm     | Galina Čisťakovová              | 11. červen 1988   | Leningrad      | Zde       |
| Trojskok                                   | 15,74 m    | Yulimar Rojasová                | 20. březen 2022   | Beograd        | Zde       |
| Vrh koulí                                  | 22,63 m    | Natalja Lisovská                | 7. červen 1987    | Moskva         | Zde       |
| Hod diskem                                 | 76,80 m    | Gabriele Reinschová             | 9. červenec 1988  | Neubrandenburg | Zde       |
| Hod kladivem                               | 82,98 m    | Anita Włodarczyková             | 29. srpen 2016    | Varšava        | Zde       |
| Hod oštěpem (nový typ)                     | 72,28 m    | Barbora Špotáková               | 13. září 2008     | Stuttgart      | Zde       |
| Sedmiboj                                   | 7 291 bodů | Jackie Joynerová-Kerseeová      | 23./24. září 1988 | Soul           | Zde       |
| Chůze na 10 km (dráha)                     | 41:56,23   | Naděžda Rjaškinová              | 24. červenec 1990 | Seattle        | Zde       |
| Chůze na 20 km (silnice)                   | 1:23:49    | Ťia-jü Jang                     | 18. únor 2021     | Chuang-šan     | Zde       |
| Běh na 4 × 100 metrů                       | 40,82 s    | USA                             | 10. srpen 2012    | Londýn         | Zde       |
| Běh na 4 × 200 metrů                       | 1:27,46    | USA                             | 29. duben 2000    | Filadelfie     | Zde       |
| Běh na 4 × 400 metrů                       | 3:15,17    | SSSR                            | 1. říjen 1988     | Soul           | Zde       |
| Běh na 4 × 800 metrů                       | 7:50,17    | SSSR                            | 5. srpen 1984     | Moskva         | Zde       |
| Zdroj - Světové rekordy na World Athletics |            |                                 |                   |                |           |